# Восьмистишие
Восьмистишие — стихотворная строфа, введенная в казахскую поэзию великим казахским поэтом, просветителем Абаем Кунанбаевым. Названо по одноименному стихотворению Абая «Сегіз аяқ» («Восмистишия»), в котором каждая строфа состоит из восьми строк. В Восьмистишие короткие пятисложные и длинные семи-, восьмисложные строки сменяют друг друга в строго установленном порядке. Четкость ритмического построения достигается сложной системой рифмовки: ас б вв б гг. На восемь строк приходится четыре различных рифмы, причём третья строка рифмуется с шестой. Рифма в пятисложных строках — двухсложная, в семи- и восьмисложных — трехсложная. Начальные шесть стихов в ритмико-интонационном отношении естественно переходят в два следующих за ними заключительных стиха, которые придают строфе полную законченность и звучат как вывод, выраженный в афористичной форме.